# Zolotistaya
Zolotistaya ó Заря Алтая es una variedad cultivar de ciruelo  de las denominadas "ciruelas siberianas" o también llamadas "ciruelas rusas" (Prunus rossica), un grupo único de híbridos complejos, que fue creado por criadores rusos y esta variedad es uno de sus representantes.Una variedad de ciruela siberiana obtenida por polinización libre de la variedad 'ciruelo Ussuri' antes de 1959. Las frutas con talla de fruto pequeño, de forma redondos u ovalados, color de piel principal es el amarillo, completamente cubierto de un rubor rojo oscuro, con una ligera capa cerosa, y pulpa de color amarillo claro, y su jugo es incoloro, de consistencia suelta y jugosa, con un sabor agradable, y con un aroma suave. Tolera las zonas de rusticidad según el departamento USDA, de nivel 1 a 3.

## Sinonimia
- "Золотистая",
- "Золотистая (Слива Китайская)",
- "Uralskaya-zolotistaya",
- "Ciruela china Ural dorada",
- "Sliva Zolotistaya".[2][3][4]

## Historia
'Zolotistaya' variedad de ciruela, un híbrido obtenido como plántula de ciruelo Ussuri de polinización libre. Seleccionada en la "Estación Experimental de Fruticultura de Krasnoyarsk" por E.S. Dubeykovskaya del fondo de híbridos de Vs.M. Krutovsky. Equipo de obtentores formado por V.S. Krutovsky, E.S. Dubeykovskaya, y D.G. Kiselev. El híbrido fue aceptado depués de las pruebas estatales de variedades zonificandose en el Territorio de Krasnoyarsk en 1959.
'Zolotistaya' es una de las denominadas "ciruelas siberianas", muy temprana, destinada principalmente a las zonas de cultivo del norte con inviernos fríos y primavera inestable. Valioso por su adaptabilidad, alta resistencia a las heladas y muy buena resistencia a las enfermedades fúngicas.

## Características
'Zolotistaya' árbol de tamaño mediano, con copa esférica, extendida y colgante, de follaje mediano; brotes verdes, rojos en la cara soleada, carece de pubescencia. Las yemas son pequeñas y adpresas. Las hojas son obovadas, de tamaño mediano. El grosor de las hojas varía, pudiendo ser delgadas o gruesas. En la base, las hojas son de color verde oscuro y pubescentes; en la parte superior, son opacas, verdes, lisas y brillantes. El borde es finamente aserrado. El pecíolo es corto, con glándulas de color verde claro en forma de puntos. La floración se produce en los últimos diez días de mayo, en la flor los pétalos están débilmente cerrados, el número de estambres es pequeño, la ubicación del estigma en relación con los estambres es superior e inferior. El ovario es débilmente pubescente, la forma del cáliz es ovalada. El pedúnculo es muy corto sin pubescencia. Presenta vecería, el tipo de floración y fructificación es en ramas de ramo. Es autoestéril, necesita variedades polinizadoras. En inviernos severos, los brotes florales se congelan, y el núcleo y la madera se tornan marrones. Resistente a la sequía.
'Zolotistaya' tiene una talla de fruto es muy pequeño (peso promedio 6,7 gr), son atractivos, de forma redondeada cónica con un ápice puntiagudo, el rastro del estilo es claramente visible; piel gruesa, ácida presenta un color amarillo claro, no hay pubescencia ni recubrimiento ceroso, la base del fruto es redonda, la profundidad del embudo es baja (0,02 cm); la sutura es claramente visible, profunda; pedúnculo  mediano, 1,3 cm; pulpa de color amarillo claro, y su jugo es incoloro, de consistencia suelta y jugosa, con un sabor agradable, y con un aroma suave. El contenido de materia seca es del 17%, los ácidos libres del 0,88% y los azúcares del 12,9%.
El hueso es ampliamente cónico, plano, y tiene un peso promedio de 0,25 g, lo que representa el 4% de la pulpa.
Su tiempo de recogida de cosecha se inicia en su maduración temprana a mediados de agosto. La separación del tallo es seca, su transportabilidad es media.

## Usos
'Zolotistaya' es una variedad para uso universal, se utiliza en fresco como postre en mesa, como para procesados industriales y culinarios, para elaborar frutos secos, zumos, mermeladas y compotas.

## Susceptibilidades
Presenta daños leves por clasterosporiosis, brillo lechoso y marchitamiento (1,2 puntos de media). Se han observado daños causados por la polilla del ciruelo, la mosca de sierra del ciruelo, el pulgón del ciruelo y el gorgojo del ciruelo. No apto para huertos intensivos.
- Ventajas de la variedad: alta resistencia al invierno, buen rendimiento, buena calidad de los frutos.
- Desventajas: floración temprana, caída de frutos, fructificación periódica.[2][3][4]